# Гранья, Сесар
Сесар Гранья (исп. César Graña, 1919, Перу – 24 августа 1986, Испания) – американский социолог и антрополог перуанского происхождения.

## Биография
Родился в Перу, потомок переселенцев из Андалусии. С 1942 года жил и работал в США. Профессор социологии Калифорнийского университета (Сан-Диего). Автор трудов о проблемах национальной идентичности в Латинской Америке, фундаментального труда о французской богеме XIX в., работ по социологии литературы и искусства.
Погиб в автомобильной катастрофе на шоссе между Севильей и Кадисом.

## Труды
- Bohemian versus bourgeois; French society and the French man of letters in the nineteenth century. New York: Basic Books, 1964
- Modernity and its discontents. French society and the French man of letters in the nineteenth century. New York: Harper, Row, 1964
- Cultural identity as an intellectual invention; some Spanish American examples. Buenos Aires: Instituto Torcuato di Tella, Centro de Investigaciones Sociales, 1967
- Fact and symbol; essays in the sociology of art and literature. New York: Oxford UP, 1971 (переизд.: New Brunswick: Transaction Publishers, 1994)
- Cultural nationalism: the idea of historical destiny in Spanish America. Berkeley: Center for Latin American Studies, Institute of International Studies, University of California, 1978
- Meaning and authenticity: further essays on the sociology of art. New Brunswick: Transaction Publ.,  1989